# Primera División (Uruguay) 1967
Die Saison 1967 der Primera División war die 64. Spielzeit (die 36. der professionellen Ära) der höchsten uruguayischen Spielklasse im Fußball der Männer, der Primera División.
Die Primera División bestand in der Meisterschaftssaison des Jahres 1967 aus zehn Vereinen, deren Mannschaften in den insgesamt 90 Meisterschaftsspielen jeweils zweimal aufeinandertrafen. Es fanden 18 Spieltage statt. Die Meisterschaft gewann der Club Atlético Peñarol als Tabellenerster vor Nacional Montevideo und dem Club Atlético Cerro als Zweitem und Drittem der Saisonabschlusstabelle. Der Tabellenvorletzte Centro Atlético Fénix stieg aus der Primera División in die Segunda División ab. Torschützenkönig wurde mit elf Treffern Alberto Spencer.

## Jahrestabelle
| Pl. | Verein                    | Sp. | S  | U  | N  | Tore    | Diff. | Punkte |
| --- | ------------------------- | --- | -- | -- | -- | ------- | ----- | ------ |
| 1.  | Club Atlético Peñarol     | 18  | 15 | 3  | 0  | 043:600 | +37   | 33     |
| 2.  | Nacional Montevideo (M)   | 18  | 11 | 5  | 2  | 026:160 | +10   | 27     |
| 3.  | Club Atlético Cerro       | 18  | 7  | 6  | 5  | 021:160 | +5    | 20     |
| 4.  | Racing Club de Montevideo | 18  | 3  | 12 | 3  | 013:170 | −4    | 18     |
| 5.  | Rampla Juniors            | 18  | 6  | 5  | 7  | 021:220 | −1    | 17     |
| 6.  | Danubio FC                | 18  | 5  | 6  | 7  | 018:190 | −1    | 16     |
| 7.  | Club Atlético Defensor    | 18  | 5  | 4  | 9  | 019:270 | −8    | 14     |
| 8.  | Liverpool FC (N)          | 18  | 3  | 7  | 8  | 014:230 | −9    | 13     |
| 9.  | Centro Atlético Fénix     | 18  | 3  | 5  | 10 | 015:290 | −14   | 11     |
| 10. | Sud América               | 18  | 3  | 5  | 10 | 015:300 | −15   | 11     |

| (M) | Meister der vorangegangenen Saison  |
| (N) | Aufsteiger aus der Segunda División |